# エイント・シー・スウィート
- エイント・シー・スウィート
- エイント・シー・スイート

「エイント・シー・スウィート」（Ain't She Sweet）は、ジャック・イェレンによって作詞、ミルトン・エーガーによって作曲された楽曲である。1927年にルー・ゴールドとザ・メロディ・メンによってレコーディングが行なわれ、シングルとして発売された。楽曲の出版元はエーガー、イェレン&ボーンスタイン社。20世紀前半に人気を博し、狂乱の20年代における代表作の1つとなった。本作は、エーガーが娘シャナに向けて作曲した楽曲となっている。
本作はジーン・オースティン、ビートルズ、フランク・シナトラなど多数のアーティストによって録音された。また、『Margie』（1946年）、『You Were Meant for Me』（1948年）、『愛情物語』（1956年）などの映画で使用されている。

## ルー・ゴールド・ウィズ・ザ・メロディ・メンによるシングル
ルー・ゴールドとザ・メロディ・メンは、1927年1月17日にニューヨークで「エイント・シー・スウィート」のレコーディングを行なった。これが本作のレコーディングが行なわれた初の例となる。レコーディングにはマレー・アムスターがボーカルとして参加している。1927年4月にシングル盤（品番: Gannett 6068）として発売され、B面には「ユー・シュッド・シー・マイ・トッツィー」（You Should See My Tootsie）が収録された。
2月21日にはスクラッピー・ランバートをボーカルに迎えて再びレコーディングを行なっており、こちらはシングル『ホワット・ダズ・イット・マター?』（What Does It Matter?、品番: Perfect 14777）のB面曲として発売された。

### シングル収録曲
| 全作詞: ジャック・イェレン、全作曲: ミルトン・エーガー。 |                                                                       |                    |                    |
| #                                                        | タイトル                                                              | 作詞               | 作曲・編曲         |
| A.                                                       | 「エイント・シー・スウィート?」(Ain't She Sweet)                      | ジャック・イェレン | ミルトン・エーガー |
| B.                                                       | 「ユー・シュッド・シー・マイ・トッツィー」(You Should See My Tootsie) | ジャック・イェレン | ミルトン・エーガー |

| #  | タイトル                                                  | 作詞                   | 作曲                   |
| -- | --------------------------------------------------------- | ---------------------- | ---------------------- |
| A. | 「ホワット・ダズ・イット・マター?」(What Does It Matter?) | アーヴィング・バーリン | アーヴィング・バーリン |
| B. | 「エイント・シー・スウィート?」(Ain't She Sweet)          | ジャック・イェレン     | ミルトン・エーガー     |

## ビートルズによる録音
ビートルズは、1957年から1962年にかけてライブで「エイント・シー・スウィート」を演奏していた。ビートルズの歴史家であるマーク・ルイソンによると、ジョン・レノンは母ジュリアを通じ、ジーン・ヴィンセントのカバー・バージョン（1956年に発売のアルバム『ブルージーン・バップ』に収録）を知っていたという。音楽学者のウォルター・エヴェレットは著書『The Beatles as Musicians』の中で、「ジーン・ヴィンセントのカバーが基になった」と述べ、音楽評論家のイアン・マクドナルドもエヴェレットの見解に同意している。一方でルイソンは、レノンのボーカル・アレンジがヴィンセントのカバー・バージョンと異なるとし、レノンが1959年に発表されたダフィー・パワーによるカバー・バージョンからの影響を受けた可能性について述べている。マッカートニーは『ザ・ビートルズ・アンソロジー』（書籍版）で、「『ティル・ゼア・ウォズ・ユー』や『エイント・シー・スウィート』のような曲は、夜遅くのキャバレーでやる曲だった。僕らがありふれたロックンロール・バンドじゃないということを示してくれた」と回想している。

### レコーディング
ビートルズは、プロとして初となるレコーディング・セッションで「エイント・シー・スウィート」のカバー・バージョンを録音した。プロデュースをベルト・ケンプフェルト、レコーディング・エンジニアをカール・ヒンゼが務め、ハンブルクにあるフリードリヒ・ベルト・ハレで行なわれたこのセッションで、ビートルズはトニー・シェリダンのバック・バンドとして演奏していた。後にジョージ・ハリスンは、メンバー全員がレコーディング・セッションの目的を誤解していて、到着時にシェリダンのバック・バンドとして演奏することを伝えられたと回想していて、「レコード契約を結ぶことを望んでいたからがっかりした」とも語っている。「エイント・シー・スウィート」は、シェリダンがレコーディングに参加していない2曲のうちの1つで、レノンがリード・ボーカルを務めた。1968年にレノンはぼくらはみんな、チョロいもんだと思ってた。ドイツにはくだらないレコードしかないから、自分たちならそれより断然いいレコードが作れるに決まってると思ってたと語っている。ビートルズが本作のカバー・バージョンを録音した理由についてマクドナルドは、マッカートニーの「ライク・ドリーマーズ・ドゥ」やレノンの「ハロー・リトル・ガール」といった「より強力な自作曲」を残しておくためと推測している。
1975年のラジオ番組のインタビューで、レノンはジーン・ヴィンセントのオリジナルはとても甘美で、音程もとても高く、ぼくもこの曲を演（）るときは同じように歌ってた。ところが、ドイツで録音するときには、もっとハードに、もっとハードに演れって再三言われたんだ。ドイツの奴らはこの曲を行進曲みたいにしたがる。だから結局、ぼくらはすごくハードなバージョンを演ることになったと語っている。レノンのボーカルについて、ルイソンはジョンのボーカルは力強く素晴らしいが、「ハンブルクのしわがれ声」に見舞われたかのような声質である。また、ジョンはケンフェルトの言う「ハードな」音にしようと懸命に歌っているが、必ずしもこの曲にふさわしいスタイルにはなっていないと述べ。エヴェレットは「とても超然としていて、わずかにうわずっている」と述べている。ルイソンはピート・ベストのドラミングについて創造性がない。独創性のかけらもなく、気の利いたフィルインもなければ面白みもなく、ピートはレコーディングのあいだで終始同じシャッフル・ビートで通していると述べ、マッカートニーのベースについて完成されていると評価した。また、ハリスンのギターソロについて「平均以下の出来」と評したうえで、この時点では悪くない演奏をしていたので、この曲ではおそらくきちんと演奏する機会が一度しか与えられなかったのだろうと述べている。エヴェレットは、「総じて、これらのレコーディングは将来のビートルズを代表するものとはとても言えない」と評し、マクドナルドも「ビートルズのプロとしての初のレコーディングのための選択としてはほとんど意味をなさず、今となっては注目に値しない」と評した。ハワード・クレーマーは、著書『The Cambridge Companion to the Beatles』の中で、本作のセッションについて「音楽的にぱっとしない」「伴奏が各々の演奏能力を表しているが、今ひとつというところ」と述べている。

### リリース
セッション終了後、ビートルズは翌週にアメリカ、ドイツ、イギリスでシングル『エイント・シー・スウィート』（B面曲は「ビートル・ボップ」）が発売されることを期待していた。しかしこのシングルは発売されず、代わりに1961年10月23日に西ドイツ限定でシングル『マイ・ボニー』（B面曲は「聖者の行進」）がトニー・シェリダン&ザ・ビート・ブラザーズ名義で発売された。リヴァプールの音楽誌『マージー・ビート』は、ビートルズが「エイント・シー・スウィート」と「クライ・フォー・ア・シャドウ」に不満を持ち、ベルト・ケンプフェルト・プロダクションに2曲の権利を売却したと報じた。フランスで1964年2月にポリドール・レコードから発売されたEPに「エイント・シー・スウィート」が収録され、これが全世界でビートルズによるカバー・バージョンが発売された初の例となった。イギリスで1964年5月29日にポリドール・レコードからB面に「イフ・ユー・ラヴ・ミー・ベイビー」を収録したシングル盤が発売され、アメリカで1964年7月6日にアトコ・レコードからB面に「ノーバディーズ・チャイルド」を収録したシングル盤が発売された。日本ではイギリス盤と同じ内容で発売され、本作には「いい娘じゃないか」という邦題が付けられた。Billboard Hot 100では最高位19位を記録。ビートルズによる「エイント・シー・スウィート」は、1964年にアトコ・レコードから発売された同名のコンピレーション・アルバム、同年にポリドール・レコードから発売された『The Beatles' First』、1995年にアップル・レコードから発売された『ザ・ビートルズ・アンソロジー1』に収録された。
1969年7月24日の「サン・キング/ミーン・ミスター・マスタード」のためのセッション中、レノンがジーン・ヴィンセントの「フー・スラップド・ジョン」や「ビー・バップ・ア・ルーラ」とともに「エイント・シー・スウィート」を即興演奏している。ルイソンは、この時のレノンの即興演奏が1961年に録音されたテイクよりもジーン・ヴィンセントによるカバー・バージョンの様式に近いことについて言及した。1969年7月24日の即興演奏は、1966年に発売された『ザ・ビートルズ・アンソロジー3』に収録された。
1995年に公開されたドキュメンタリー『ザ・ビートルズ・アンソロジー』には、存命のメンバー3人（マッカートニー、ハリスン、スター）が本作を演奏する様子が収録されている。また、レノンはソロ・アーティストになってからも本作を録音しており、当時の音源が1998年に発売された『ジョン・レノン・アンソロジー』に収録されている。

### クレジット
※出典
- ジョン・レノン – リード・ボーカル、リズムギター
- ポール・マッカートニー – ベース
- ジョージ・ハリスン – リードギター
- ピート・ベスト – ドラム

### チャート成績
| チャート (1964年)                    | 最高位 |
| ------------------------------------ | ------ |
| オーストラリア (Kent Music Report)   | 16     |
| Canada Top 40-5s (RPM)               | 20     |
| デンマーク (Salgshitlisterne Top 20) | 7      |
| スウェーデン (Kvällstoppen)          | 4      |
| スウェーデン (Tio i Topp)            | 1      |
| UK シングルス (OCC)                  | 29     |
| US Billboard Hot 100                 | 19     |

## その他のアーティストによる演奏例
- ベン・バーニー&ヒズ・オーケストラ – 1927年にレコーディングを行ない、大ヒットを記録した[6]。
- ジーン・オースティン – 1927年にシングル盤として発売。アメリカのチャートで第4位を記録[57]。
- ジョニー・マーヴィン – 1927年にシングル盤として発売。アメリカのチャートで第14位を記録[57]。
- ポール・ホワイトマンズ・リズム・ボーイ – 1927年にシングル盤『Sweet L'il / Ain't She Sweet』として発売[58]。
- ミスター・グーン・ボーンズ&ミスター・フォード – 1949年にシングル盤として発売。シングルチャートではトップ20入りした[6]。
- ジーン・ヴィンセント – 1956年に発売のアルバム『ブルージーン・バップ』に収録[21]。
- フランク・シナトラ – 1962年に発売のアルバム『シナトラ・スイングス・アゲーン』に収録[59]。